# Фокс Лејк Хилс (Илиноис)
Фокс Лејк Хилс (енгл. Fox Lake Hills) насељено је место без административног статуса у америчкој савезној држави Илиноис.

## Демографија
По попису из 2010. године број становника је 2.591, што је 30 (1,2%) становника више него 2000. године.
| Група             | 2000.         | 2010.         |
| Белци             | 2.407 (94,0%) | 2.328 (89,8%) |
| Афроамериканци    | 30 (1,2%)     | 52 (2,0%)     |
| Азијати           | 15 (0,6%)     | 18 (0,7%)     |
| Хиспаноамериканци | 75 (2,9%)     | 167 (6,4%)    |
| Укупно            | 2.561         | 2.591         |